# Gran Premio de Denain 2017
La 59.ª edición de la clásica ciclista Gran Premio de Denain fue una carrera de ciclismo de ruta que se realizó en Francia el 13 de abril de 2017 sobre un recorrido de 196,4 km con inicio y llegada en la ciudad de Denain.
La carrera formó parte del UCI Europe Tour 2017, dentro de la categoría 1.HC.
La carrera fue ganada por el corredor francés Arnaud Démare del equipo FDJ, en segundo lugar Nacer Bouhanni (Cofidis) y en tercer lugar Juan Sebastián Molano (Manzana Postobón Team).

## Equipos participantes
| WorldTeams (2)- FDJ - AG2R La Mondiale Equipos continentales profesionales (13)- Fortuneo-Vital Concept - Direct Énergie - Cofidis, Solutions Crédits - Wanty-Groupe Gobert - Delko Marseille Provence KTM - WB-Veranclassic-Aqua Protect - Sport Vlaanderen-Baloise - Gazprom-RusVelo - Bardiani CSF - Verandas Willems-Crelan - Roompot-Nederlandse Loterij - Manzana Postobón - Israel Cycling Academy Equipos continentales (3)- HP BTP-Auber 93 - Roubaix Lille Métropole - Armée de terre |
| |

## Clasificación final
- Las clasificaciones finalizaron de la siguiente forma:[3]

| \| Clasificación general \| Clasificación general \| Clasificación general \| Clasificación general \| Clasificación general \| \| Ciclista \| Ciclista \| Equipo \| Tiempo \| \| \| --------------------- \| --------------------- \| ---------------------------- \| --------------------- \| --------------------- \| \| 1.º \| Arnaud Démare \| FDJ \| 4 h 30 min 01 s \| \| \| 2.º \| Nacer Bouhanni \| Cofidis, Solutions Crédits \| + 0 s \| \| \| 3.º \| Juan Sebastián Molano \| Manzana Postobón \| + 0 s \| \| \| 4.º \| Boris Vallée \| Fortuneo-Vital Concept \| + 0 s \| \| \| 5.º \| Roy Jans \| WB-Veranclassic-Aqua Protect \| + 0 s \| \| \| 6.º \| Jérémy Lecroq \| Roubaix Lille Métropole \| + 0 s \| \| \| 7.º \| Coen Vermeltfoort \| Roompot-Nederlandse Loterij \| + 0 s \| \| \| 8.º \| Damien Touzé \| HP BTP-Auber 93 \| + 0 s \| \| \| 9.º \| Bert Van Lerberghe \| Sport Vlaanderen-Baloise \| + 0 s \| \| \| 10.º \| Benjamin Giraud \| Delko-Marseille Provence-KTM \| + 0 s \| \| |                       |                              |                 |
| |                       |                              |                 |
| Fuentes: ProCyclingStats Cycling Archives |                       |                              |                 |
| Clasificación general |                       |                              |                 |
| Ciclista | Ciclista              | Equipo                       | Tiempo          |
| 1.º | Arnaud Démare         | FDJ                          | 4 h 30 min 01 s |
| 2.º | Nacer Bouhanni        | Cofidis, Solutions Crédits   | + 0 s           |
| 3.º | Juan Sebastián Molano | Manzana Postobón             | + 0 s           |
| 4.º | Boris Vallée          | Fortuneo-Vital Concept       | + 0 s           |
| 5.º | Roy Jans              | WB-Veranclassic-Aqua Protect | + 0 s           |
| 6.º | Jérémy Lecroq         | Roubaix Lille Métropole      | + 0 s           |
| 7.º | Coen Vermeltfoort     | Roompot-Nederlandse Loterij  | + 0 s           |
| 8.º | Damien Touzé          | HP BTP-Auber 93              | + 0 s           |
| 9.º | Bert Van Lerberghe    | Sport Vlaanderen-Baloise     | + 0 s           |
| 10.º | Benjamin Giraud       | Delko-Marseille Provence-KTM | + 0 s           |

## UCI World Ranking
El Gran Premio de Denain otorga puntos para el UCI Europe Tour 2017 y el UCI World Ranking, este último para corredores de los equipos en las categorías UCI ProTeam, Profesional Continental y Equipos Continentales. Las siguientes tablas son el baremo de puntuación y los corredores que obtuvieron puntos:
| Posición              | 1.ª | 2.ª | 3.ª | 4.ª | 5.ª | 6.ª | 7.ª | 8.ª | 9.ª | 10.ª |
| Clasificación general | 200 | 150 | 125 | 100 | 85  | 70  | 60  | 50  | 40  | 35   |

| 1.º  | Arnaud Démare         | FDJ                          | 200 |
| 2.º  | Nacer Bouhanni        | Cofidis, Solutions Crédits   | 150 |
| 3.º  | Juan Sebastián Molano | Manzana Postobón             | 125 |
| 4.º  | Boris Vallée          | Fortuneo-Vital Concept       | 100 |
| 5.º  | Roy Jans              | WB Veranclassic Aqua Protect | 85  |
| 6.º  | Jérémy Lecroq         | Roubaix Lille Métropole      | 70  |
| 7.º  | Coen Vermeltfoort     | Roompot-Nederlandse Loterij  | 60  |
| 8.º  | Damien Touzé          | HP BTP-Auber93               | 50  |
| 9.º  | Bert Van Lerberghe    | Sport Vlaanderen-Baloise     | 40  |
| 10.º | Benjamin Giraud       | Delko Marseille Provence KTM | 35  |